# Ielena Ovtchinnikova
Ielena Valerevna Ovtchinnikova (russe : Елена Валерьевна Овчинникова), née le 17 juillet 1982 à Moscou en URSS, est une nageuse synchronisée russe. Elle est médaillés d'or olympique lors des Jeux olympiques d'été de 2008.

## Palmarès
- Jeux olympiques
  -  médaille d'or en ballet aux Jeux olympiques d'été de 2008 à Pékin ( Chine)